# Amenofi III e Sobek (J 155)
La statua di Amenofi III e Sobek (J 155) è un antico colosso egizio in alabastro calcareo raffigurante il dio-coccodrillo Sobek e l'importante faraone Amenofi III (1388/6–1350 a.C.) della XVIII dinastia egizia.
Si trova al Museo di Luxor.

## Storia
Fu scoperta casualmente nel 1967 presso il sito del Tempio di Sobek a Dahmasha (presso il quale venivano allevati coccodrilli sacri), nel Basso Egitto: la rinvennero, all'interno di un pozzo protetto da una lastra di pietra arenaria (fatta scorrere nella sua posizione, in antichità, grazie a due rotelle di bronzo), alcuni lavoratori impegnati nello scavo di un canale.
L'iconografia delle due figure è classica e tradizionale. Il temibile dio Sobek, assiso, sulla sinistra, su un trono dai lati coperti d'iscrizioni geroglifiche, è nella sua consueta forma antropomorfa, con testa di coccodrillo sormontata dall'ureo regale e da un imponente copricapo costituito da: modio, corna orizzontali d'ariete, disco solare e due alte piume; un pilastro dorsale interamente coperto d'iscrizioni ne rinforza la figura. Il dio distende il braccio sinistro per stringere a sé il faraone, in segno di protezione, mentre gli avvicina la mano destra al viso: impugna il simbolo ankh della vita e intende "vivificare" Amenofi III. Il sovrano, d'aspetto particolarmente giovanile, è in piedi, di dimensioni sensibilmente minori rispetto a Sobek (consueto segno di ossequio) e la sua posa è rigida: le braccia sono distese lungo il gonnellino mentre il piede sinistro è avanzato; indossa anche la barba posticcia, il copricapo nemes e l'ureo regale.

Nel secolo successivo, il faraone Ramses II della XIX dinastia "usurpò" la statua (verosimilmente considerata di gran pregio) facendovi apporre i cartigli dei propri nomi.

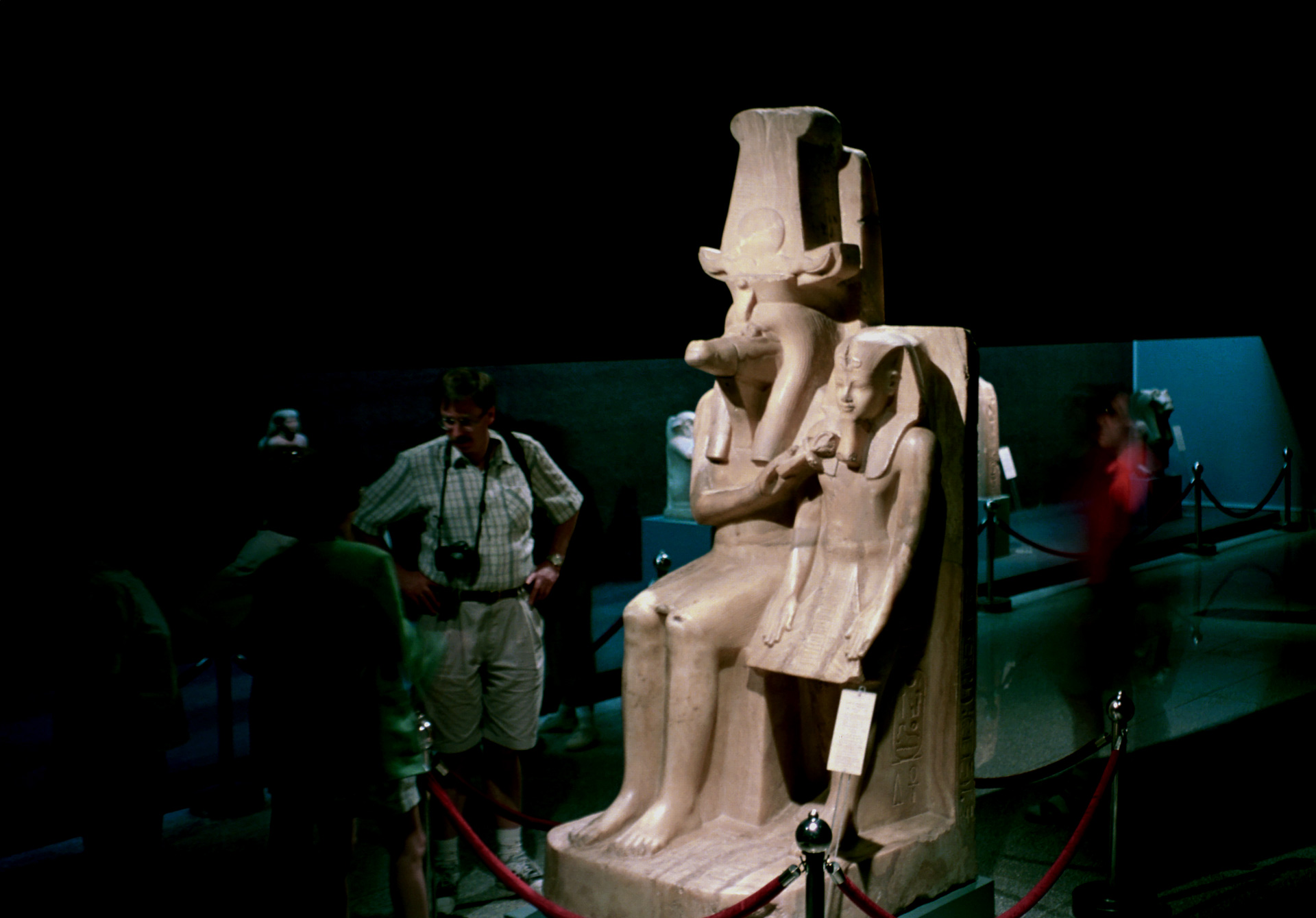